# Stoner (сингл)
«Stoner» — дебютний сингл американського репера Young Thug, виданий 4 лютого 2014 р. Просування окремку на радіо здійснював лейбл Atlantic Records. 10 травня 2014 відбулась прем'єра відеокліпу. Режисер: Be El Be. Камео: DJ Drama, Birdman.

## Чартові позиції
| Чарт (2014)                             | Найвища позиція |
| --------------------------------------- | --------------- |
| США (Billboard Hot 100)                 | 47              |
| США (Hot R&B/Hip-Hop Songs) (Billboard) | 13              |
| США (Rap Songs) (Billboard)             | 5               |
| Фландрія (Ultratop)                     | 47              |